# Krystalkugle
En krystalkugle er en kugle fremstillet af krystal eller krystalglas. Krystalkuglen bruges som koncentrationsobjekt i magiske ritualer. I populære fremstillinger kan f.eks. sigøjnere se ind i fremtiden ved hjælp af krystalkugler.
| Pseudovidenskab | Spire Denne artikel om pseudovidenskab er en spire som bør udbygges. Du er velkommen til at hjælpe Wikipedia ved at udvide den. |